# Punta Playa (Sandwich del Sur)
La punta Playa (en inglés: Beach Point) es un cabo ubicado en el punto noreste de la isla Thule o Morrell del grupo Tule del Sur, en las aguas del golfo Caldera, en las Islas Sandwich del Sur.
Se trata de una cresta rocosa sin nieve y una estrecha playa de cantos rodados y guijarros, que le da su nombre. Fue cartografiada y nombrada en 1930 por el personal del RRS Discovery II de Investigaciones Discovery que hizo un desembarco allí.
Al este de esta punta hay una roca innominada; y en dichos lugares se ubican dos de los puntos que determinan las líneas de base de la República Argentina, a partir de las cuales se miden los espacios marítimos que rodean al archipiélago.
Como el resto de las Sandwich del Sur, la isla no está ni habitada ni ocupada, y es reclamada por el Reino Unido que la hace parte del territorio británico de ultramar de las Islas Georgias del Sur y Sandwich del Sur, y por la República Argentina, que la hace parte del departamento Islas del Atlántico Sur dentro de la provincia de Tierra del Fuego, Antártida e Islas del Atlántico Sur.